# Југославија на избору за Песму Евровизије 1966.
Југославија је учествовала на Песми Евровизије 1966, одржаној у Луксембургу, Луксембург.

### Југовизија 1966
Југословенско национално финале за избор кандидата одржано је 23. јануара у Дому синдиката у Београду. Домаћин је био Мића Орловић. У финалу је било 13 песама са пет поднационалних јавних емитера; РТВ Љубљана, РТВ Загреб, РТВ Београд, РТВ Сарајево и РТВ Скопље. Победник је изабран гласовима осмочланог жирија стручњака, по једног поротника за сваку од шест република и две аутономне покрајине. Победничка песма је „Брез бесед“ у извођењу словеначке певачице Берте Амброж, коју је компоновао Мојмир Сепе, а написала Елза Будау.
| Финале – 23. јануар 1966 | Финале – 23. јануар 1966 | Финале – 23. јануар 1966 | Финале – 23. јануар 1966  | Финале – 23. јануар 1966 | Финале – 23. јануар 1966 |
| Драв                     | Броадцастер              | Уметник                  | Сонг                      | Бодова                   | Место                    |
| ------------------------ | ------------------------ | ------------------------ | ------------------------- | ------------------------ | ------------------------ |
| 1                        | РТВ Загреб               | Зденка Вучковић          | "Резервирано за љубав"    | 1                        | 10                       |
| 2                        | РТВ Загреб               | Габи Новак               | "Прво писмо"              | 10                       | 4                        |
| 3                        | РТВ Загреб               | Берта Амброж             | "Сањала сам"              | 1                        | 10                       |
| 4                        | РТВ Сарајево             | Драган Стојнић           | "Дуга је ноћ"             | 2                        | 9                        |
| 5                        | РТВ Сарајево             | Драган Стојнић           | "Два новчића"             | 3                        | 7                        |
| 6                        | РТВ Сарајево             | Драган Стојнић           | "Прича"                   | 4                        | 6                        |
| 7                        | РТВ Скопје               | Вице Вуков               | „Од ова небо ти зеде дел“ | 3                        | 7                        |
| 8                        | РТВ Скопје               | Нина Спирова             | "Девојка и песма"         | 11                       | 2                        |
| 9                        | РТВ Љубљана              | Елда Вилер               | "Ко си з меној?"          | 0                        | 12                       |
| 10                       | РТВ Љубљана              | Берта Амброж             | "Брез бесед"              | 24                       | 1                        |
| 11                       | РТВ Београд              | Ђорђе Марјановић         | "Најлепши дан"            | 0                        | 12                       |
| 12                       | РТВ Београд              | Ладо Лесковар            | "Твој осмех"              | 11                       | 2                        |
| 13                       | РТВ Скопје               | Нина Спирова             | "Разделба"                | 5                        | 5                        |

## На Евровизији
Берта Амброж наступила је на 5. у ноћи такмичења после Луксембурга и испред Норвешке. На крају гласања песма је добила 9 поена, заузевши 7. место у 18 земаља које се такмиче.